# Höllische Liebe
Höllische Liebe è un film del 1949 diretto da Géza von Cziffra.

## Trama
Marina Martin è una giovane cantante, star della rivista di Vienna che, si innamora del pittore Michael. Al diavolo dell'inferno non piace affatto e così Belzebù invia i suoi rappresentanti sulla terra per sconvolgere l'amore della coppia.